# Cordioniscus stebbingi
Cordioniscus stebbingi es una especie de crustáceo isópodo terrestre de la familia Styloniscidae.

## Distribución geográfica
Son endémicos del este de la España peninsular. El hombre a contribuido a su expansión global.